# Tapinoma kinburni
Tapinoma kinburni este o specie de furnici din genul Tapinoma. Descrisă de Karavaiev în 1937, specia este endemică în Ucraina.